# Hypocytis asteriscus
Hypocytis asteriscus är en mossdjursart som beskrevs av Ortmann 1890. Hypocytis asteriscus ingår i släktet Hypocytis och familjen Cytididae. Inga underarter finns listade i Catalogue of Life.